# Syzygium zeylanicum
Espèce
Classification phylogénétique
Syzygium zeylanicum (ស្មាច់ដោម, smach daom en khmer, 锡兰蒲桃 (hanyu pinyin Xīlán pútáo) : « jamrosat de Ceylan » en chinois) est une espèce de plantes à fleurs la famille des Myrtacées. C'est un petit arbre que l’on trouve à Ceylan et en Asie du Sud-Est.
Ses jeunes feuilles et ses fruits blancs sont comestibles, et son écorce sert à faire une teinture brun foncé. Il est utilisé comme bois d'œuvre mais, n'étant pas très répandu, son importance commerciale est mineure.
Une autre Myrtacée, Melaleuca leucadendra, s'appelle en khmer smach chanlos (ស្មាច់ចន្លុះ, « smach à torches »), car son écorce épaisse sert à faire des torches. Le mot smach (ស្មាច់) seul apparaît en épigraphie en khmer ancien, et on le retrouve dans le toponyme O Smach (អូរស្មាច់), poste frontière entre le Cambodge et la Thaïlande, qui signifie « la rigole du smach ».